# Julio Abbadie
Julio Abbadie (né le 7 septembre 1930 à Montevideo en Uruguay, et mort dans cette ville le 16 juillet 2014) est un joueur de football international uruguayen.
Cet attaquant marque deux buts notamment lors de la Coupe du monde de 1954, que la Celeste termine au quatrième rang.

## Carrière
Julio Abbadie fait ses débuts d'attaquant en 1950 au Club Atlético Peñarol de Montevideo, où en six saisons il remporte à trois reprises le championnat d'Uruguay. Il est sélectionné dès 1952 en équipe nationale et participe à la Coupe du monde de 1954 en Suisse, où il joue quatre matchs et marque deux buts.
Transféré en 1956 au Genoa CFC, en Italie, il y évolue pendant quatre ans, marquant 24 buts en 95 matchs de championnat. Après deux saisons à l'AC Lecco, il retourne dans son club formateur, en Uruguay. En quatre saisons, il se rappelle aux souvenirs des supporters aurinegros en remportant trois nouveaux titres de champion, mais surtout la Copa Libertadores et la Coupe intercontinentale en 1966. À 36 ans, il prend alors sa retraite sportive.
En décembre 2004, il est fêté par les spectateurs du stade Luigi Ferraris de Gênes à l'occasion d'un match de Serie B auquel il est invité par le club.